# ルイス・カルロス・ドス・サントス・マルチンス
マラニョン（Maranhão）ことルイス・カルロス・ドス・サントス・マルチンス（Luis Carlos dos Santos Martins、1984年6月19日 - ）は、ブラジル・マラニョン州サン・ルイス出身の元サッカー選手。現役時代のポジションはフォワード。
Jリーグ時代の登録名はマラニョン、Kリーグ時代の登録名はマラニャン（ハングル: 마라냥）。

## 来歴

### クラブ
サンパウロ州の小クラブを転々としていたところ、2008年6月、外国人補強が急務となっていたJ2・ヴァンフォーレ甲府からの誘いを受け、セルトンジーニョFCから半年間の期限付き移籍で加入。移籍制限解禁となった後のJ2リーグ第26節・ロアッソ熊本戦に先発出場し、前半19分に来日初得点を挙げた。
2009年に甲府に完全移籍した。同シーズンはリーグ戦48試合に出場し、19得点を挙げ、チーム得点王（得点ランキング5位タイ）になる。2010年、J2リーグ第9節のコンサドーレ札幌戦でハットトリックを挙げるもこの試合で負傷してしまい、以降調子が上がらないままシーズンを終了。3トップ採用の甲府ではFWもしくは左ウィングとして起用されていた。
2011年、J1に挑むクラブが新たにブラジル人選手1人と契約をしたため外国人選手枠の関係（マラニョン、ダニエル、パウリーニョ、フジネイの4名）で契約できず、弾き出される形となり東京ヴェルディへ1年間の期限付き移籍で加入した。シーズン終了後、レンタル期間満了につき東京Vを退団。
2012年より、蔚山現代FCへ期限付き移籍した。
登録名の「マラニョン」はブラジル東北部の州の名前で、ブラジルでプロになったときからマラニョンと自身の出身州の名前で呼ばれていた。
2015年7月27日にタイのソンクラー・ユナイテッドFCへ移籍が発表された。しかし原因不明であるが、2015年8月5日に日本のヴァンフォーレ甲府へ5年半ぶりに復帰することを発表した。
2016年、江原FCに移籍した。

## 所属クラブ
- 2005年 - 2006年6月  セルトンジーニョFC
- 2006年6月 - 同年12月  コメルシアウ-RP(pt)
- 2007年 - 同年4月  アトレチコ・モンテ・アズル
- 2007年5月 - 2008年  セルトンジーニョFC
  - 2008年 - 同年12月  モンチ・アズール (期限付き移籍)
  - 2008年4月 - 同年6月  マリーリアAC (期限付き移籍)
  - 2008年7月 - 同年12月  ヴァンフォーレ甲府 (期限付き移籍)
- 2009年 - 2012年  ヴァンフォーレ甲府
  - 2011年  東京ヴェルディ (期限付き移籍)
  - 2012年  蔚山現代FC (期限付き移籍)
- 2013年 - 2014年9月  済州ユナイテッドFC
- 2014年9月 - 2015年8月  ナフト・マスジェデ・ソレイマーンFC
- 2015年8月 - 同年12月 ヴァンフォーレ甲府
- 2016年 - 2017年  江原FC
- 2017年  ズウェガビン・ユナイテッドFC
- 2018年  トラートFC

## 個人成績
| 国内大会個人成績 | 国内大会個人成績         | 国内大会個人成績 | 国内大会個人成績 | 国内大会個人成績 | 国内大会個人成績 | 国内大会個人成績 | 国内大会個人成績 | 国内大会個人成績 | 国内大会個人成績 | 国内大会個人成績 | 国内大会個人成績 |
| 年度             | クラブ                   | 背番号           | リーグ           | リーグ戦         | リーグ戦         | リーグ杯         | リーグ杯         | オープン杯       | オープン杯       | 期間通算         | 期間通算         |
| 年度             | クラブ                   | 背番号           | リーグ           | 出場             | 得点             | 出場             | 得点             | 出場             | 得点             | 出場             | 得点             |
| 日本             | 日本                     | 日本             | 日本             | リーグ戦         | リーグ戦         | リーグ杯         | リーグ杯         | 天皇杯           | 天皇杯           | 期間通算         | 期間通算         |
| ---------------- | ------------------------ | ---------------- | ---------------- | ---------------- | ---------------- | ---------------- | ---------------- | ---------------- | ---------------- | ---------------- | ---------------- |
| 2008             | 甲府                     | 36               | J2               | 17               | 9                | -                | -                | 2                | 1                | 19               | 10               |
| 2009             | 甲府                     | 11               | J2               | 48               | 19               | -                | -                | 2                | 1                | 50               | 20               |
| 2010             | 甲府                     | 11               | J2               | 26               | 9                | -                | -                | 1                | 0                | 27               | 9                |
| 2011             | 東京V                    | 11               | J2               | 27               | 9                | -                | -                | 2                | 2                | 29               | 11               |
| 韓国             | 韓国                     | 韓国             | 韓国             | リーグ戦         | リーグ戦         | リーグ杯         | リーグ杯         | FA杯             | FA杯             | 期間通算         | 期間通算         |
| 2012             | 蔚山現代                 | 10               | Kリーグ          |                  |                  | -                | -                |                  |                  |                  |                  |
| 2013             | 済州                     | 17               | Kリーグ          |                  |                  |                  |                  |                  |                  |                  |                  |
| 2014             | 済州                     | 17               | Kリーグ          |                  |                  |                  |                  |                  |                  |                  |                  |
| イラン           | イラン                   | イラン           | イラン           | リーグ戦         | リーグ戦         | ハズフィ杯       | ハズフィ杯       | オープン杯       | オープン杯       | 期間通算         | 期間通算         |
| 2014             | マスジェデ・ソレイマーン |                  | プロリーグ       |                  |                  |                  |                  |                  |                  |                  |                  |
| 2015             | マスジェデ・ソレイマーン |                  | プロリーグ       |                  |                  |                  |                  |                  |                  |                  |                  |
| 日本             | 日本                     | 日本             | 日本             | リーグ戦         | リーグ戦         | リーグ杯         | リーグ杯         | 天皇杯           | 天皇杯           | 期間通算         | 期間通算         |
| 2015             | 甲府                     | 11               | J1               | 2                | 0                | -                | -                | 1                | 0                | 3                | 0                |
| 韓国             | 韓国                     | 韓国             | 韓国             | リーグ戦         | リーグ戦         | リーグ杯         | リーグ杯         | FA杯             | FA杯             | 期間通算         | 期間通算         |
| 2016             | 江原                     | 84               | Kリーグ          |                  |                  |                  |                  |                  |                  |                  |                  |
| 通算             | 韓国                     | 韓国             | クラシック       |                  |                  |                  |                  |                  |                  |                  |                  |
| 通算             | 韓国                     | 韓国             | チャレンジ       |                  |                  |                  |                  |                  |                  |                  |                  |
| 通算             | 日本                     | 日本             | J1               |                  |                  |                  |                  |                  |                  |                  |                  |
| 通算             | 日本                     | 日本             | J2               | 120              | 46               | -                | -                | 8                | 4                | 128              | 50               |
| 総通算           | 総通算                   | 総通算           | 総通算           | 120              | 46               | -                | -                | 8                | 4                | 128              | 50               |

| 国際大会個人成績 | 国際大会個人成績 | 国際大会個人成績 | 国際大会個人成績 | 国際大会個人成績 |
| 年度             | クラブ           | 背番号           | 出場             | 得点             |
| AFC              | AFC              | AFC              | ACL              | ACL              |
| ---------------- | ---------------- | ---------------- | ---------------- | ---------------- |
| 2012             | 蔚山現代         | 10               | 1                | 1                |
| 通算             | AFC              | AFC              | 1                | 1                |

- Jリーグ初出場・初得点 - 2008年7月13日 J2 第26節 対ロアッソ熊本戦 (小瀬)